# Ла Силигата (Пезаро и Урбино)
Ла Силигата је насеље у Италији у округу Пезаро и Урбино, региону Марке.
Према процени из 2011. у насељу је живело 138 становника. Насеље се налази на надморској висини од 123 м.